# Plecoglossidae
Plecoglossidae zijn een familie van straalvinnige vissen uit de orde van Spieringachtigen (Osmeriformes).

## Geslachten
- Plecoglossus Temminck & Schlegel, 1846